# Tetrastichus arnoldi
Tetrastichus arnoldi är en stekelart som först beskrevs av Girault 1913.  Tetrastichus arnoldi ingår i släktet Tetrastichus och familjen finglanssteklar. Inga underarter finns listade i Catalogue of Life.